# روپرشت، ولیعهد بایرن
روپرشت، ولیعهد بایرن (آلمانی: Kronprinz Rupprecht von Bayern؛ زاده ۱۸ مهٔ ۱۸۶۹ – درگذشته ۲ اوت ۱۹۵۵) یک ارتشبد اهل آلمان بود.